# غمرة (السعودية)

### غمرةبلدة تابعة لمحافظة سميراء وتبعد عن مدينةحائلحوالي 190 كلم، إلى جهة الجنوب الشرقي،[1]وهم من أقدم البلدات في المنطقة، أشهر المواقع بهاجبلحبشيوجبل العرفاوهو جبل طويل القامة ومشهور منذ القدم، وموقع الهلالات ويوجد معالم وبيوت أثريه من معالمهم وهضبة عليا كذلك الواردت وهي تقع جنوب غمره وسكان المنطقة منقبيلة شمرمن «الجنفا من أبناء خليفه بن محمد بن مسلم بن قدير بن وهب بن عيسى من الرموز التاريخية في بلدة غمرة عيون زبيدة الشهيرة والتي كانت ممراً للحجيج في قديم الزمن.
ما يميز بلدة غمرة موقعها الإستراتيجي. وهي الأقرب في الفاصل بين منطقتي حائل والقصيم، إذ تتميز بلدة غمرة في وجود بيئة جغرافية مختلفة فمن الشرق تجد بلدة غمرة تقع على ضفاف جبل شاهق يُسمى «حبشي» وهو جبل صخري بلون أسود ومحاط بالأودية والشعاب، وقد تغنى بهذا الجبل الكثير من الشعراء، إذ اعتبروا هذا الجبل علامة مميزة وفارقة في الدلالة على الطرق والمواقع، وما يميز هذا الجبل كثرة الآثار به إذ وجد قبل حوالي 30 سنة بعض من الأسلحة القديمة والتي يعتقد البعض أنها تعود لعصر «الهلالات» ولا زالت قبور هؤلاء موجودة في ذلك الجبل.. كما يتواجد في داخل الجبل عين ماء تتواجد بها المياة على مدار السنة وفي جميع فصولها ولكن الوصول لها صعب.
مايميز بلدة غمرة أيضاً الجبال المختلفة كلياً والتي تحدها من جهة الشمال على عكس جبل «حبشي» الصخري والبيئة التي حوله. فهذه الجبال والتي يطلق عليها اهالي بلدة غمرة بـ «الحُمر» نسبة للونها الأحمر الجميل والرمال الناعمة المحيطة بها إذ تعتبر متنفساً لكثير من زوار البلدة ولأهالي البلدة نفسها.
كما أنه يوجد بها عدد من المدارس للبنين والبنات في الوقت الحاضر ومستوصف وغيرها من الدوائر الحكومية